# Susan Lalić
Susan Lalić, también conocida como Susan Arkell (nacida el 28 de octubre de 1965 como Susan Walker, posteriormente cambió el apellido por Lalić), es una jugadora de ajedrez británica que tiene los títulos de Gran Maestro Femenino (WGM) desde 1985 y de Maestro Internacional desde 1996. Estuvo casada con el Gran Maestro croata Bogdan Lalić y después con el también Gran Maestro inglés Keith Arkell.

## Trayectoria y resultados destacados en competición
Aunque se encuentra inactiva desde junio de 2013, en la lista de Elo de la Federación Internacional de Ajedrez (FIDE) de febrero de 2015 tenía un Elo de 2260 puntos, lo que la convertía en la jugadora (absoluta) número 218 de Inglaterra. Su máximo Elo fue de 2405 puntos, en la lista de enero de 1997 (posición 1467 en el ranking mundial).
Susan Lalić ha sido cinco veces Campeona femenina de Gran Bretaña (años 1986, 1990, 1991, 1992 y 1998). En 2009 fue segunda, tras Arianne Caoili, en el London Classic Womens. Lalić ha participado también nueve veces en las Olimpiadas de ajedrez representando a Inglaterra entre 1984 y 2000. Entre 1986 y 1998 fue primer tablero del equipo.